# امرأتان على شاطئ البحر (رواية)
امرأتان على شاطى البحر هي رواية من تأليف الكاتبة التي طالما حلمت بالتحرر من قيود العادات والتقاليد، حنان الشيخ لها العديد من المؤلفات وهذه احداهن، هي رواية عربية صادرة  باللغة العربية عن دار الأدب في بيروت عام 2003. في رواياتها جميعاً تسلط الكاتبة الضوء على معاناة المرأة الشرقية وسعيها الدائم لتحقيق وجودها. فهي لجأت للكتابة لتؤسس فكر يعرف الجميع بوقع مرير ما عاشته وتعيشة المراة العربية بغض النظر عن مذهبها. إن هذه القصة مسندة لحكايات وحقائق نسجت بقالب أدبي.

## الملخص
فهي رواية عن فتاتان لبنانيتان، إحداهما من جنوب لبنان والأخرى من شماله، تجمع بينهما مغامرة الغربة وعشق البحر الذي فتّحت ذكرياته جروح الروح. انها رواية صغيرة من 95 صفحة عابقة باللون المحلي والتقاليد والإثارة التي تميزت بها الكاتبة في كتاباتها. فالكاتبة مقيمة في لندن. لقد ترجمت كتاباتها للغات عدة واختيرت ضمن لائحة أشهر الكتب العالمية.

## الشخصيات
هدى شيعية مسلمة تعمل مخرجة متخرجة من بريطانيا.
ابقون صاحبة شركة اعلانات متخرجة من كندا.
عانت الإثنتان من المجتمع الذكوري في لبنان والشرق الاوسط.
لقد تناولت الروائية اللبنانية حنان الشيخ في عملها هذا ومن خلال نموذجين اجتماعيين صفحة واحدة محدودة من حياة امرأتين تتركز على التمييز في معاملة النساء وذلك عبر رمز هو البحر.
وعلى الرغم من ان المشكلات الإنسانية التي واجهتها الاثنتان صحيحة إلى حد بعيد. إنها واقعية كلياً وفيها فعلاً أشياء مقنعة لكنها تبقى محدودة لا تتناول من حياة الاثنتين المتشعبة وكثيرة الالوان إلا أن علاقتهما بالبحر فتتحول الشخصيتان إلى نموذجين يمثلان موقفاً فكرياً لكنهما أشبه بخيطين طويلين متوازيين من خيوط عديدة في الشخصية البشرية الحافلة بالخيوط المختلفة.
اختارت الكاتبة مدينة ايطالية لأنها تشبه بلدهما مناخياً. مارست الفتاتان حياتهما هنا بحرية وتذكرا أن نجاح المرأة في بلدهما يشكل تحدياً للرجال.

## رموز في الرواية
وكما يعتبر  البحر رمزاً يختصر كل ما له علاقة بالحرية والحرمان والأحلام البسيطة الممنوعة والمشاعر المقموعة عند المرأة في هذه المنطقة من العالم. وهنا نجد أن الأمر قد يتراوح بين الواقعي والرمزي لتقول الكاتبة بما معناه أن المرأة في بلداننا ليست حرة في استعمال فكرها ومشاعرها كما تشاء ولا هي حرة في استعمال جسدها في مجالات بسيطة كالسباحة مثلا طلباً للراحة والصحة اساساً. فالبحر غالباً هائجاً كثير التقلبات ودائم التجديد.